# Stora Laxtjärnen (Järna socken, Dalarna)
Stora Laxtjärnen är en sjö i Vansbro kommun i Dalarna och ingår i Dalälvens huvudavrinningsområde. Sjön har en area på 0,124 kvadratkilometer och ligger 418,2 meter över havet. Vid provfiske har abborre och gädda fångats i sjön.

## Delavrinningsområde
Stora Laxtjärnen ingår i det delavrinningsområde (668849-141393) som SMHI kallar för Utloppet av Flatsjön. Medelhöjden är 424 meter över havet och ytan är 27,3 kvadratkilometer. Det finns ett avrinningsområde uppströms, och räknas det in blir den ackumulerade arean 35,43 kvadratkilometer. Noret (Kölaråsälven) som avvattnar avrinningsområdet har biflödesordning 3, vilket innebär att vattnet flödar genom totalt 3 vattendrag innan det når havet efter 324 kilometer. Avrinningsområdet består mestadels av skog (75 procent). Avrinningsområdet har 2,17 kvadratkilometer vattenytor vilket ger det en sjöprocent på 7,9 procent.